# جورج فولكوف
جورج فولكوف (بالإنجليزية: George Volkoff)‏ (و. 1914 – 2000 م) هو فيزيائي من كندا . ولد في موسكو .
شارك في مشروع مانهاتن .
توفي في فانكوفر ، عن عمر يناهز 86 عاماً.

## التعليم
تعلم في جامعة كولومبيا البريطانية، وجامعة كاليفورنيا، بركلي

## مناصب وهيئات
أدار جامعة كولومبيا البريطانية.

## جوائز
حصل على جوائز منها:
- عضو رتبة الإمبراطورية البريطانية
- ضابط وسام كندا.